# Войняковский, Казимеж
Кази́меж Войняко́вский (Казимир Войняковский; пол. Kazimierz Wojniakowski; 1771 или 1772, Краков — 1812, Варшава) — польский художник. 
Учился сначала в Кракове, затем в Варшаве. Участвовал в национально-освободительном восстании под руководством Тадеуша Костюшко. 
Был преимущественно портретистом. Известны его портреты Изабеллы Чарторыской (1796), Тадеуша Костюшко. 
Поддерживал тесные дружеские отношения с работавшим в Варшаве в 1791-1794 гг. австрийским художником-портретистом Иосифом Грасси.